# Marschnerstraße 55 (München)

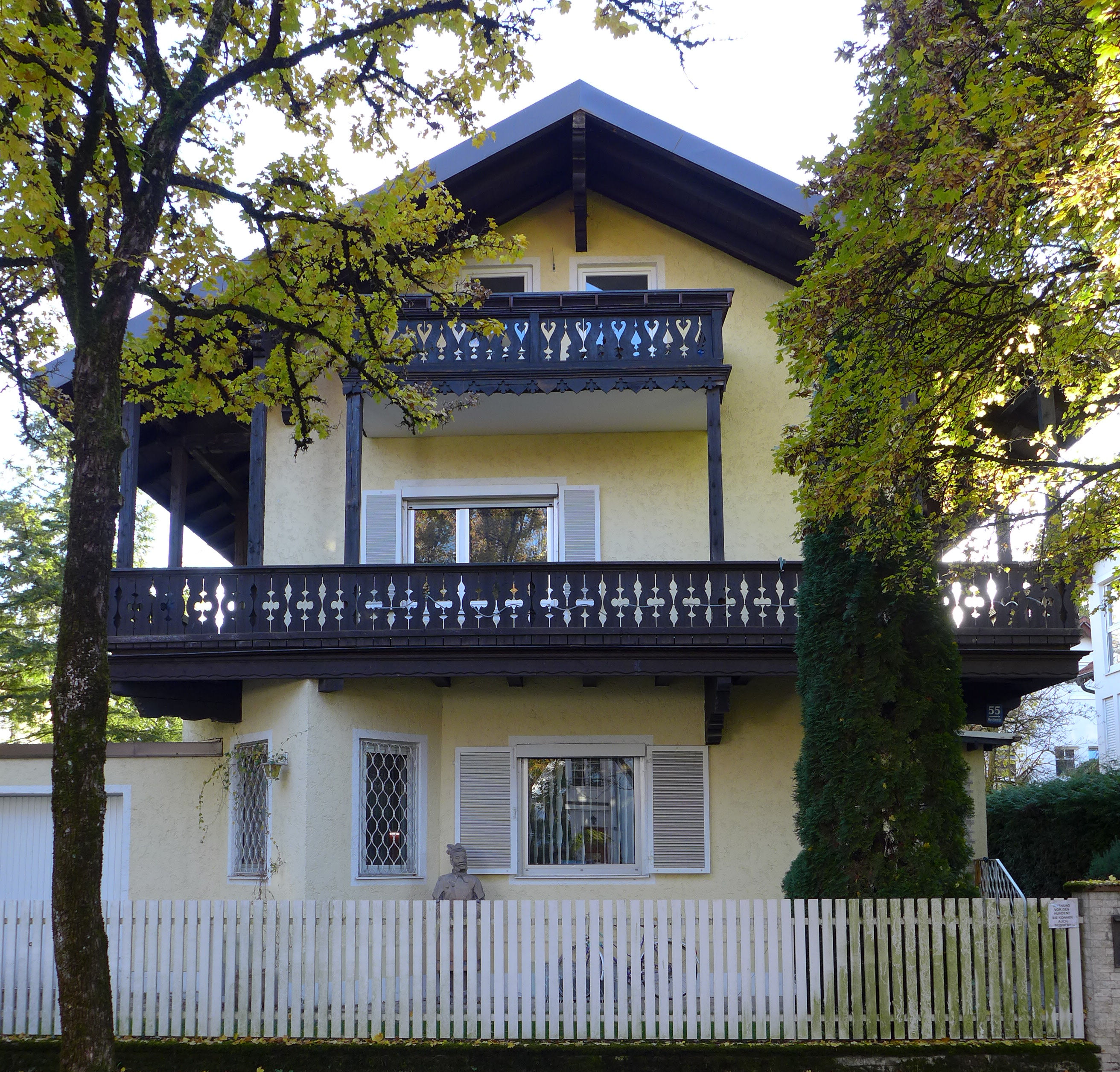
Haus Marschnerstraße 55 in Obermenzing

Das Wohnhaus Marschnerstraße 55 im Stadtteil Obermenzing der bayerischen Landeshauptstadt München wurde 1901 errichtet. Die Villa an der Marschnerstraße, die zur Villenkolonie Pasing II gehört, ist ein geschütztes Baudenkmal.
Die Villa im alpenländischen Stil mit hölzernen Balkonen im Obergeschoss und im Giebel wurde 1964/65 stark modernisiert.  